# 박규림 (배우)
박규림(2011년 12월 19일 ~ )은 대한민국의 아역 배우이다.

## 출연 작품

### 텔레비전 드라마
- 2018년 : JTBC 미스 함무라비
- 2018년 : MBN 기막힌 이야기 실제상황 전하지 못한 편지 ... 소영 역
- 2019년 : kbc 광주방송 환상의 타이밍 ... 아린 역

### 웹드라마
- 만날수밖에없는 - 규림역

### 기타
- 잡지멜로우 디즈니인서울 화보촬영
- 이민숙대표의 노래친구들 랄라라
- 2018웹페스트 MC화동
- 2018미스인터콘티넨탈
- 프랭커스패션쇼 피날레모델
- 어메이징가습기바이럴
- 금융감독원홍보영상촬영
- 아역배우와 키즈모델이 함께하는 마음이 예뻐지는동요1집 참여

### 수상
- 글로벌어린이모델 선발대회 이천 테르메덴 본선진출 장려상 수상
- 유니키드 4월호 여우주연상 수상
- 제5회 한류전통 궁 미인선발 본선대회 옹주마마상 수상